# Erebus orcina
Erebus orcina là một loài bướm đêm trong họ Erebidae.